# Avicularia aurantiaca
Avicularia aurantiaca es una especie de araña que pertenece a la familia Theraphosidae (tarántulas).
La aurantiaca avicularia tiene de 5 a 7 pulgadas de largo. El color es gris pardusco, los pelos del abdomen y las piernas son de color blanco, el caparazón es marrón. Justo antes de la muda la araña se vuelve negra. Las bandas en las patas son de color amarillo, y se parece mucho a la araña avicularia walckenaeri, aunque esta tiene un color más anaranjado.
Es endémica de Perú y vive en los bosques.